# Бнеј Брак
Бнеј Брак (хебр. בני ברק, арап. ‏بيني بيراك‎) је град у Израелу у округу Тел Авив. Према процени из 2022. у граду је живело 218.357 становника.

## Становништво
Према процени, у граду је 2022. живело 218.357 становника.
| 1983.  | 1995.   |
| ------ | ------- |
| 96.150 | 129.661 |

## Градови побратими
- Лејквуд[2]